# بایان‌چوغت
شهرستان بایان‌چوغت (به زبان مغولی: Баянцогт сум، [Bajancogt sum]؛ ᠪᠠᠶ᠋ᠠᠨ ᠴᠣᠭᠲᠤ ᠰᠤᠮᠤ، [bayan čoɣtu sumu]) یک شهرستان (سُوم) در مغولستان است که در استان توف واقع شده‌است.

## تقسیمات اداری
شهرستان بایان‌چوغت متشکل از ۳ قصبه (باغ) می‌باشد، شامل:
- دارغیات (مغولی: Даргиат баг، [Dargiat bag]؛ ᠳᠠᠷᠭᠢᠶᠠᠲᠤ ᠪᠠᠭ، [darɣiyatu baɣ])
- سارلاغ (مغولی: Сарлаг баг، [Sarlag bag]؛ ᠰᠠᠷᠯᠤᠭ ᠪᠠᠭ، [sarluɣ baɣ])
- غونا (مغولی: Гуна баг، [Guna bag]؛ ᠭᠤᠨ᠎ᠠ ᠪᠠᠭ، [ɣun-a baɣ])